# Jon Snow (journaliste)
Pour les articles homonymes, voir Jon Snow et Snow.
Jonathan George Snow, né le 28 septembre 1947 à Ardingly, en Angleterre, est un journaliste et présentateur de télévision britannique. Il est surtout connu pour être l'ancien présentateur de Channel 4 News, qu'il a présenté de 1989 à 2021. Le 29 avril 2021, Snow a annoncé sa retraite. Son dernier journal a été diffusé le 23 décembre 2021. Bien que les programmes d'information de Channel 4 soient produits par ITN, Snow était employé directement par Channel 4.
Snow a occupé de nombreuses nominations honorifiques, dont celle de chancelier de l'Université d'Oxford Brookes de 2001 à 2008.

## Biographie

### Jeunesse et formation
Jon Snow est né à Ardingly, dans le Sussex. Fils de George D'Oyly Snow, évêque de Whitby, et de Joan, une pianiste qui a étudié au Royal College of Music. Il est le petit-fils du général Sir Thomas D'Oyly Snow, qui a combattu aux côtés de l'armée britannique durant la Première Guerre mondiale (à propos duquel il écrit dans sa préface aux mémoires de guerre de Ronald Skirth, The Reluctant Tommy) et le cousin du présentateur du journal télévisées à la retraite de la BBC, Peter Snow. Il a grandi à Ardingly College, dont son père était directeur. En 2013, il raconte comment l' enquête sur Sir Jimmy Savile lui avait permis de réévaluer sa propre enfance, après avoir été agressé par l'un des employés de maison du collège alors qu'il avait six ans.
Snow a remporté une bourse chorale de la cathédrale de Winchester et a passé cinq ans à l'école des pèlerins. Il a ensuite fréquenté la St Edward's School d'Oxford. À l'âge de 18 ans, il passe un an en tant que volontaire VSO pour enseigner en Ouganda.
Après un succès mitigé dans sa première tentative de passer ses qualifications de niveau A, il a déménagé au Yorkshire Coast College, Scarborough, où il a ensuite obtenu les qualifications nécessaires pour obtenir une place en lecture de droit à l'Université de Liverpool. Cependant, il ne termine pas ses études de premier cycle, étant expulsé pour sa part lors d'une manifestation étudiante socialiste anti-apartheid de 1970, qu'il a décrite plus tard comme « un tournant absolu dans ma vie ».

### Carrière

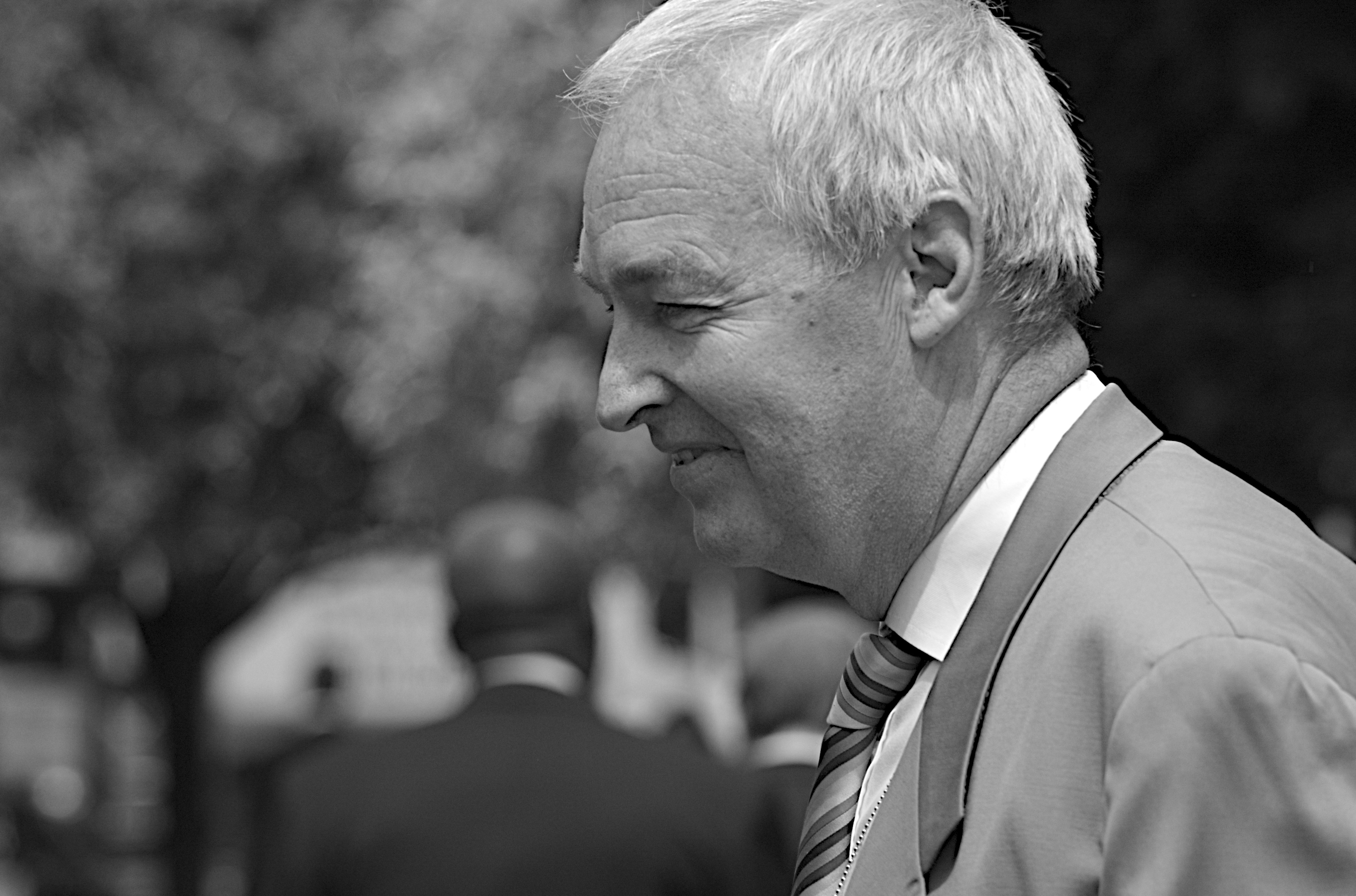
Jon Snow en juin 2007.

Après son départ de Liverpool, Snow est embauché par Lord Longford pour diriger le New Horizon Youth Centre, un centre de jour pour jeunes sans-abri du centre de Londres, une organisation avec laquelle il est resté impliqué et dont il est ensuite devenu président.
En 1973, il devient animateur sur LBC Radio, alors nouvelle station de radio commerciale en Angleterre. En 1978, il travaille comme correspondant pour ITN et, en novembre de la même année, il est envoyé en mission au Vietnam pour rendre compte du sort des boat-people. Il est également correspondant d'ITN à Washington (1983-1986) et rédacteur diplomatique (1986—1989), avant de devenir le présentateur principal de Channel 4 News en 1989.
En 1992, il était le principal présentateur du programme de la soirée électorale d'ITN, diffusé sur ITV. Soirée qu'il a présenté aux côtés de Robin Day, Alastair Stewart et Julia Somerville. (Auparavant, le programme d'ITN était généralement présenté par Alastair Burnet, qui a quitté ITN en 1991). Le programme de la nuit électorale de 1992 était le seul organisé par Snow. Il est remplacé par Jonathan Dimbleby à partir de 1997. Snow remporte plusieurs prix RTS, pour deux de ses reportages au Salvador, un pour ses reportages sur la catastrophe aérienne de Kegworth ainsi que le prix 1995 du meilleur présentateur masculin et le prix 1980 du journaliste de télévision de l'année pour sa couverture de l'Afghanistan, de l'Iran et du Moyen-Orient.
Snow est connu pour arborer sa vaste collection de cravates et de chaussettes colorées,. Alors qu'il travaillait comme journaliste en Ouganda, il a volé des objets personnel du président Idi Amin dans le jet présidentiel. Snow a raconté comment, alors que ce dernier semblait endormi, il pensait sérieusement à prendre le revolver d'Amin et à le tuer, mais s'inquiétait des conséquences du tir. En 1976, Snow aurait rejeté une approche des services de renseignement britanniques pour espionner ses collègues. On lui a d'abord demandé de fournir des informations sur le Parti communiste de Grande-Bretagne, mais on lui a ensuite demandé d'espionner certains « gens de gauche » travaillant à la télévision,. En retour, il aurait reçu des paiements mensuels secrets et non imposables, correspondant à son salaire,. En 1980, au début de la guerre Iran-Irak, il aide à sauver un navire britannique coincé dans les eaux iraniennes,.
En 2002, il revient à la radio, en présentant Jon Snow Reports sur Oneword Radio, une émission hebdomadaire et un podcast. Il a écrit des articles réguliers pour le site Web Channel 4 News et Snowmail - une newsletter quotidienne sur les grands sujets à venir dans l'édition du soir de Channel 4 News. En 2003, au plus fort de l'affaire Kelly, Alastair Campbell est entré dans le studio pour réfuter les déclarations de la BBC. Sans notes ni préparation, Snow a tenté d'interroger ce dernier sur l'affaire. En 2004, Snow publie une autobiographie, Shooting History, été publié par Harper Perennial, qui détaille la vie de Jon Snow depuis son enfance jusqu'à l'invasion de l'Irak en 2003.
Snow refuse de porter tout symbole pouvant représenter ses points de vues. À l'approche du jour du Souvenir, il a condamné ce qu'il a appelé le « fascisme du pavot » car « à la fin, il doit vraiment y avoir des choses plus importantes dans la vie que de savoir si un présentateur de nouvelles porte des symboles sur ses revers ».
Le 28 février 2008, Snow déclare que le silence des médias britanniques sur la décision d'autoriser le prince Harry à se battre en Afghanistan était inacceptable : « Je n'aurais jamais pensé que je me retrouverais à remercier Dieu pour Drudge. Le tristement célèbre blogueur américain a brisé le secret éditorial le mieux gardé de ces derniers temps. Les rédacteurs en chef ont juré de garder le secret sur l'envoi du prince Harry au combat en Afghanistan il y a trois mois. » Ces propos ont suscité les critiques de certains téléspectateurs et de médias. Le 9 février 2009, Snow interviewe le lieutenant-colonel Yvonne Bradley, l'avocat militaire de Binyam Mohamed, un résident britannique détenu pendant cinq ans à Guantánamo Bay. Snow a demandé si les allégations de torture de Mohamed étaient justifiées ; Bradley a déclaré qu'il ne faisait aucun doute qu'il avait été torturé. Mohamed a été libéré et renvoyé le 23 février 2009 en Grande-Bretagne.
En novembre 2010, Snow est envoyé en Haïti pour faire rapport sur l'épidémie de choléra, qui venait juste de débuter a l'époque. Le 14 juin 2011, Snow présente le documentaire d'enquête primé à plusieurs reprises Sri Lanka's Killing Fields, réalisé par Callum Macrae et diffusé sur Channel4, qui documentait les crimes de guerre commis dans les derniers jours du conflit sri-lankais en 2009. La deuxième partie de ce documentaire, Sri Lanka's Killing Fields: War Crimes Unpunished est diffusée en mars 2012.
Au début de 2014, Snow a eu un débat avec le comédien et acteur Russell Brand, qui est apparu dans une interview donné à Channel 4 à propos de sa pétition pour un débat sur les lois britanniques concernant la drogue.

### Accusations de partialité
En juin 2017, il a été rapporté que Snow avait crié « Fuck the Tories » au Glastonbury Festival. Il a été critiqué pour ses opinions à l'antenne par Grant Shapps, un invité de Channel 4 News, et l'ancien ministre conservateur a ensuite refusé de revenir dans l'émission, doutant de sa neutralité. Shapps a déclaré : « Je ne pense pas qu'il [Jon Snow] puisse traiter de manière impartiale dans une interview avec un député conservateur. Il a perdu toute crédibilité ». Le député Andrew Bridgen a appelé à la démission de Snow, arguant que les « opinions extrêmes » de Snow étaient incompatibles avec un intervieweur impartial. Le présentateur rival de la BBC, Andrew Marr, a déclaré que s'il avait fait des commentaires similaires, il aurait perdu son emploi. Channel 4 a publié une déclaration disant que Snow avait été « rappelé de ses responsabilités en matière d'impartialité ».
En mars 2019, lors d'un reportage d'une manifestation pro-Brexit, Snow a déclaré qu'il n'avait « jamais vu autant de Blancs au même endroit ». Le régulateur des médias Ofcom a reçu 2 644 plaintes concernant le commentaire de Snow ; les téléspectateurs « ont jugé le commentaire inutile ». Une porte-parole de Channel 4 a publié une déclaration indiquant qu'il s'agissait « d'une observation non scénarisée » et que le diffuseur regrettait toute infraction causée. L'Ofcom a enquêté pour savoir si le commentaire « avait enfreint nos règles sur le contenu offensant », et a décidé en août de le disculper des remarques.

### Vie privée
Pendant 35 ans, la partenaire de Snow était l'avocate des droits de l'homme Madeleine Colvin, avec qui il a deux filles. En mars 2010, Snow épouse Precious Lunga, une scientifique née et élevée en Rhodésie (actuel Zimbabwe). Ils ont eu un enfant ensemble en mars 2021.
Snow a aussi été gouverneur à l'école primaire Brecknock de Camden pendant de nombreuses années.
Il est le cousin du tout aussi célèbre journaliste et animateur Peter Snow de la BBC.

## Prix et distinctions
Snow a refusé un OBE parce qu'il pense que les journalistes en activité ne devraient pas prendre les honneurs de ceux dont ils parlent,.
En mai 2015, Snow a accepté une bourse BAFTA lors de la cérémonie de remise des prix BAFTA 2015.
Snow a également reçu un diplôme honorifique de docteur en lettres de l'Université de Liverpool en 2011 de l'Université du Sussex en 2015, et de l'Université de Keele en 2018.

## Affiliations
- Administrateur de la National Gallery et de la Tate Gallery de 1999 à 2008[46],[47].
- Patron of Prisoners Abroad, une organisation caritative qui soutient le bien-être des Britanniques emprisonnés à l'étranger et de leurs familles.
- Mécène de Farms Not Factories, une organisation britannique à but non lucratif qui œuvre pour mettre fin à l'agriculture industrielle. En mars 2016, il est apparu dans une vidéo de la campagne #TurnYourNoseUp[48].
- Mécène de Pan Intercultural Arts, une organisation caritative britannique qui utilise les arts pour autonomiser les jeunes et libérer leur potentiel : pan-arts.net.
- Chancelier de l'Université d'Oxford Brookes de 2001 à 2008, assistant régulièrement aux cérémonies universitaires : en 2009, Oxford Brookes lui a décerné le diplôme honorifique de docteur de l'université[49].
- Professeur honoraire de l'Université de Stirling et conférencier invité dans son cours d'études cinématographiques et médiatiques[50].
- Membre honoraire (depuis le 15 février 2006) du Royal Institute of British Architects, un honneur à vie décerné chaque année qui permet au récipiendaire d'utiliser les initiales Hon FRIBA après son nom de famille[51].
- Snow est titulaire d'un diplôme honorifique de l'Université d'Aberdeen, en reconnaissance de ses services à la radiodiffusion.
- Président du Prison Reform Trust de 1992 à 1997[6].
- Président du Cyclists' Touring Club en janvier 2007, succédant à Phil Liggett[52].
- Patron de Reprieve, une organisation caritative d'action en justice qui utilise la loi pour faire respecter les droits humains des prisonniers, du couloir de la mort à Guantánamo Bay[53].
- Marraine de l'African Prisons Project, une organisation non gouvernementale internationale dont la mission est d'apporter dignité et espoir aux hommes, femmes et enfants dans les prisons africaines par la santé, l'éducation, la justice et la réinsertion[54].
- Mécène de Media Legal Defence Initiative, une organisation caritative basée au Royaume-Uni qui fournit un soutien juridique aux journalistes et aux médias[55].
- Mécène de l'association de plantation d'arbres Trees for Cities[56].
- Président du New Horizon Youth Centre, l'organisme de bienfaisance dont il a été directeur dans les années 1970[57].
- Ambassadeur d'Ambitious about Autism, l'association caritative britannique qui soutient les enfants et les jeunes autistes[58].
- Patron de la DIPEx Charity, une organisation caritative basée au Royaume-Uni qui produit deux sites Web sur la santé, Healthtalkonline[59] et Youthhealthtalk[60] présentant les expériences réelles des gens en matière de santé et de maladie[61].
- Mécène de SafeHands for Mothers, une organisation caritative basée au Royaume-Uni dont la mission est d'améliorer la santé maternelle et néonatale en exploitant le pouvoir du visuel, à travers la production de films[62].
- Président de Heart of England Forest[63], une organisation caritative travaillant à la création d'un boisé de 30 000 acres relié à des arbres à feuilles larges indigènes. En 2015, ils étaient 12 % vers leur objectif final et déjà la plus grande nouvelle forêt indigène d'Angleterre.